# 闍耶因陀羅跋摩三世
闍耶因陀羅跋摩三世（1106年—1145年，梵文名，Jaya Indravarman III），占婆（占城）12世紀中期国王。
自称出自前朝王族，1129年被封为提婆羅闍，1133年被封为瑜婆羅闍。訶梨跋摩四世没有后嗣，1139年訶梨跋摩四世死后，闍耶因陀羅跋摩三世即位。建立第十一王朝。占婆因拒绝协助真腊攻越南，1145年，真腊国王苏利耶跋摩二世（Suryavarman II）趁机讨伐占城，攻占了佛逝城（毗阇耶），摧毁了美山寺庙。闍耶因陀羅跋摩三世不知所踪。